# 风车草
风车草（学名：Cyperus alternifolius subsp. flabelliformis）又名傘草、傘竹、台灣竹，为莎草科莎草属野生风车草的亚种。分布于非洲以及中国大陆的南北各省等地，目前已由人工引种栽培。 可以用營養器官繁殖。

## 外部連結
- 風車草, Fengchecao 藥用植物圖像數據庫 (香港浸會大學中醫藥學院) （繁體中文）（英文）